# Wichmannus dictus de Givelinchusen
Wichmannus dictus de Givelinchusen, Dienstbezeichnung magister consulum, war Bürgermeister der Stadt Brilon von 1283 bis 1288.
Bei Stadtfehden stand der Bürgermeister der städtischen Streitmacht vor, auch hatte er das Recht zur Begnadigung von harten Verurteilungen durch das Stadtgericht bei Straftaten. Er konnte bei Todesstrafe begnadigen.